# Jak-24
Jak-24 (ros. Як-24, w kodzie NATO oznaczony jako „Horse”) – radziecki śmigłowiec transportowy, opracowany w 1951 roku w biurze konstrukcyjnym Aleksandra Jakowlewa. Zbudowany w tandemowym układzie dwuwirnikowym, napędzany silnikami tłokowymi. Zbudowany w niewielkiej serii.

## Historia

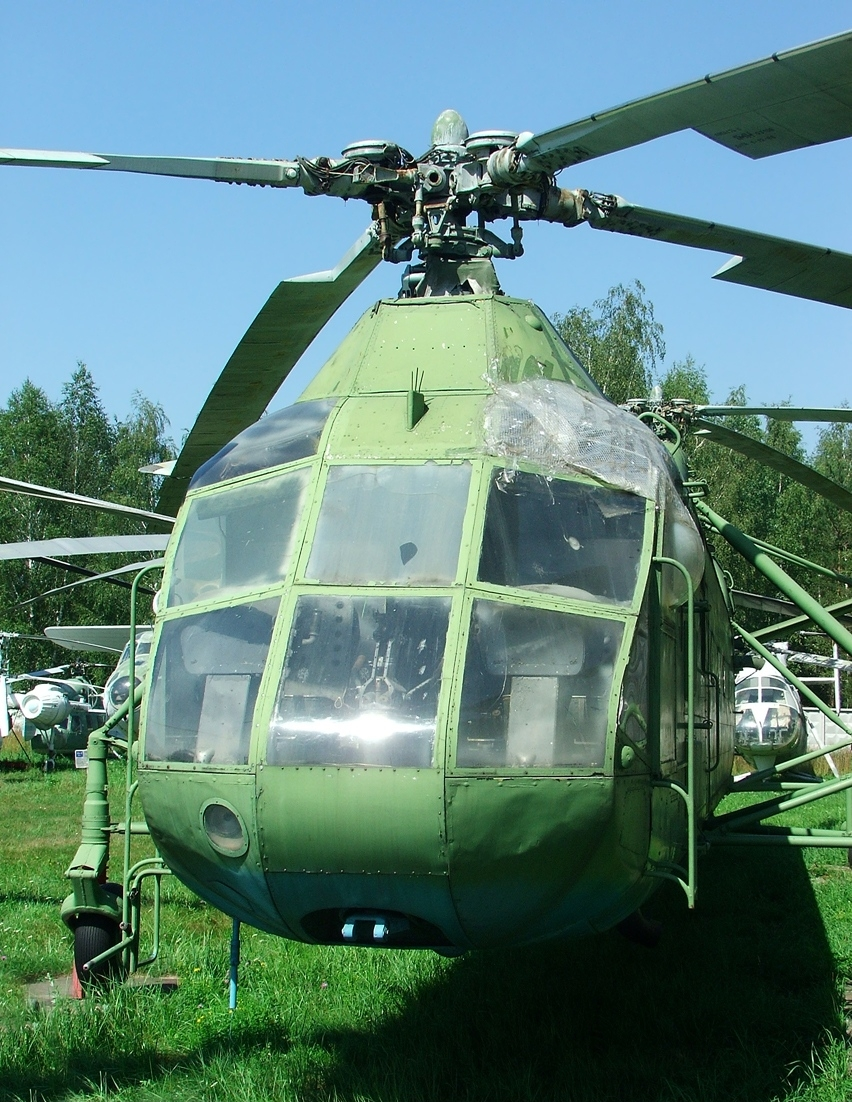
Jak-24 w muzeum Monino

Trzecim konstruktorem seryjnie produkowanych śmigłowców w ZSRR, obok biur konstrukcyjnych Mila i Kamowa, stało się biuro OKB-115 Jakowlewa. Po eksperymentalnym śmigłowcu „Sz” z wirnikami przeciwbieżnymi i prototypowym lekkim Jak-100 w układzie klasycznym, pierwszym i jedynym produkowanym seryjnie śmigłowcem Jakowlewa stał się dwuwirnikowy ciężki Jak-24. Był on zarazem pierwszym i jedynym śmigłowcem w ZSRR w układzie dwuwirnikowym podłużnym, w jakim od połowy lat 40. śmigłowce budowano już w USA w firmie Piasecki Helicopter.
Prace nad śmigłowcem Jak-24 rozpoczęły się w 1951 roku, a ich formalnym usankcjonowaniem było postanowienie Rady Ministrów ZSRR z października tego roku, nakazujące skonstruowanie śmigłowca o udźwigu 2000 kg lub 20 żołnierzy. W 1952 roku zbudowano w zakładzie nr 272 w Leningradzie dwa egzemplarze prototypowe, a w Moskwie w zakładzie nr 115 egzemplarz nielatający do badań naziemnych. W dniu 3 lipca 1952 roku miał miejsce pierwszy lot prototypu. Jak-24 skonstruowany był w nietypowym dla radzieckich śmigłowców i niestosowanym szerzej poza USA układzie dwuwirnikowym podłużnym (najlepiej znanym z późniejszego CH-47 Chinook). Z racji wyglądu nazywany był w ZSRR „latającym wagonem” (летающий вагон, letajuszczij wagon). Przyczyną zastosowania tego układu była potrzeba skonstruowania ciężkiego śmigłowca transportowego w sytuacji, gdy ówczesna radziecka technologia jeszcze nie pozwalała na budowę śmigłowców z pojedynczym wirnikiem o takim udźwigu. Wykorzystano w nim niektóre elementy konstruowanego równocześnie średniego śmigłowca Mi-4, jak silniki, układ przeniesienia napędu i wirnik. Nowy śmigłowiec nie okazał się jednak tak udaną konstrukcją jak Mi-4, zwłaszcza jego napęd powodował problemy z wibracjami. Próby państwowe i poprawki konstrukcji trwały od stycznia 1953 do 1955 roku. Już w styczniu 1952 roku, przed oblotem, władze zdecydowały o produkcji seryjnej śmigłowca, którą przewidywały uruchomić w kolejnym roku. Między 1953 a 1955 rokiem powstały jednak tylko trzy śmigłowce serii próbnej. Pierwszy z nich skierowano do badań naziemnych w miejsce prototypu, który spłonął w 1953; również drugi prototyp uległ 19 lutego 1953 katastrofie. W toku poprawek, w 1956 roku na trzecim egzemplarzu zamieniono wąskie stateczniki o trapezowym kształcie, w układzie V, przez stateczniki poziome o lekkim wznosie z prostokątnymi statecznikami pionowymi na końcach.
Wiosną 1955 roku śmigłowiec ukończył badania państwowe z dobrym wynikiem i został rekomendowany do przyjęcia na uzbrojenie. W lipcu tego roku Jak-24 zostały po raz pierwszy zademonstrowane publicznie, demonstrując wysadzenie desantu podczas pokazów na lotnisku w Tuszyno. 17 grudnia 1955 Jak-24 ustanowił dwa światowe rekordy udźwigu, podnosząc 2000 kg ładunku na wysokość 5082 m i 4000 kg na wysokość 2902 m. W międzyczasie produkcję seryjnych śmigłowców władze zamierzały umieścić w Saratowie, lecz następnie zmieniono plany i zlecono ją ponownie zakładom nr 272 w Leningradzie. Próby fabryczne głównego egzemplarza seryjnego rozpoczęto w czerwcu 1956 roku. 
Pierwszym i podstawowym wariantem był wojskowy śmigłowiec transportowo-desantowy Jak-24, mogący zabrać do 19 żołnierzy z wyposażeniem, 12 rannych na noszach lub 2000 kg ładunku. Mógł przewozić wewnątrz armaty kalibru do 76 mm, moździerz 120 mm, dwa motocykle z wózkiem lub samochód terenowy klasy GAZ-69. W 1957 roku opracowano ulepszony model Jak-24U (usziriennyj – poszerzony) z kadłubem poszerzonym o 40 cm, wirnikami o większej średnicy (21 m) i innymi modyfikacjami. Mógł on przenosić 3000 kg ładunku, w tym działo samobieżne ASU-57 i większy asortyment dział holowanych, a na podwieszeniu – 3500 kg. Prototyp przebudowano ze śmigłowca seryjnego. Pomimo pomyślnego ukończenia prób w październiku 1958 roku, Jak-24U nie wszedł jednak do produkcji i pozostał prototypem. Dwa śmigłowce przebudowano na 8-osobowe salonki Jak-24K, lecz wariant ten nie został uznany za udany. Opracowano następnie na bazie salonki cywilny wariant dla 30 pasażerów Jak-24A z 1960 roku, ale również nie wszedł do produkcji. Dalszym opracowanym wariantem był śmigłowiec dla 30 pasażerów Jak-24P, napędzany silnikami turbinowymi o większej mocy, z 1961 roku, ale nie został już zbudowany.
Dokładna liczba zbudowanych śmigłowców Jak-24 podawana jest rozbieżnie w publikacjach, lecz była ona niewielka. Z chwilą ulepszenia konstrukcji, potrzeba ciężkiego śmigłowca transportowego została już zaspokojona przez udany Mi-6 z napędem turbinowym. Podawana bywa liczba około 100 wyprodukowanych Jak-24, niektóre publikacje podają ok. 40 (48). Według nowszych źródeł, od 1956 do 1958 roku w zakładzie nr 272 w Leningradzie powstało tylko 35 śmigłowców seryjnych (odpowiednio rocznie 10, 15 i 10), po czym produkcja zakończyła się. Wojsko widziało celowość produkcji powiększonego wariantu Jak-24U w liczbie do 300 sztuk, lecz w tym okresie zakłady radzieckie były przeciążone innymi zadaniami. Rozważano umieszczenie jego produkcji licencyjnej w zakładach Avia w Czechosłowacji, ale stało się to nieaktualne, gdy władze radzieckie zrezygnowały z tego typu śmigłowca na korzyść Mi-6.

## Wersje
Opracowano następujące wersje śmigłowca Jak-24:
- Jak-24 – śmigłowiec desantowy, transportowy i sanitarny
- Jak-24U – udoskonalona wersja śmigłowca Jak-24 z poszerzonym kadłubem z 1957 roku, nie produkowany.
- Jak-24A – śmigłowiec pasażerski dla 30 pasażerów, nie produkowany.
- Jak-24K – śmigłowiec pasażerski typu salonka (8 pasażerów) z 1961 roku, nie produkowany
- Jak-24P – śmigłowiec wyposażony w silniki turbinowe, nie produkowany

## Zastosowanie

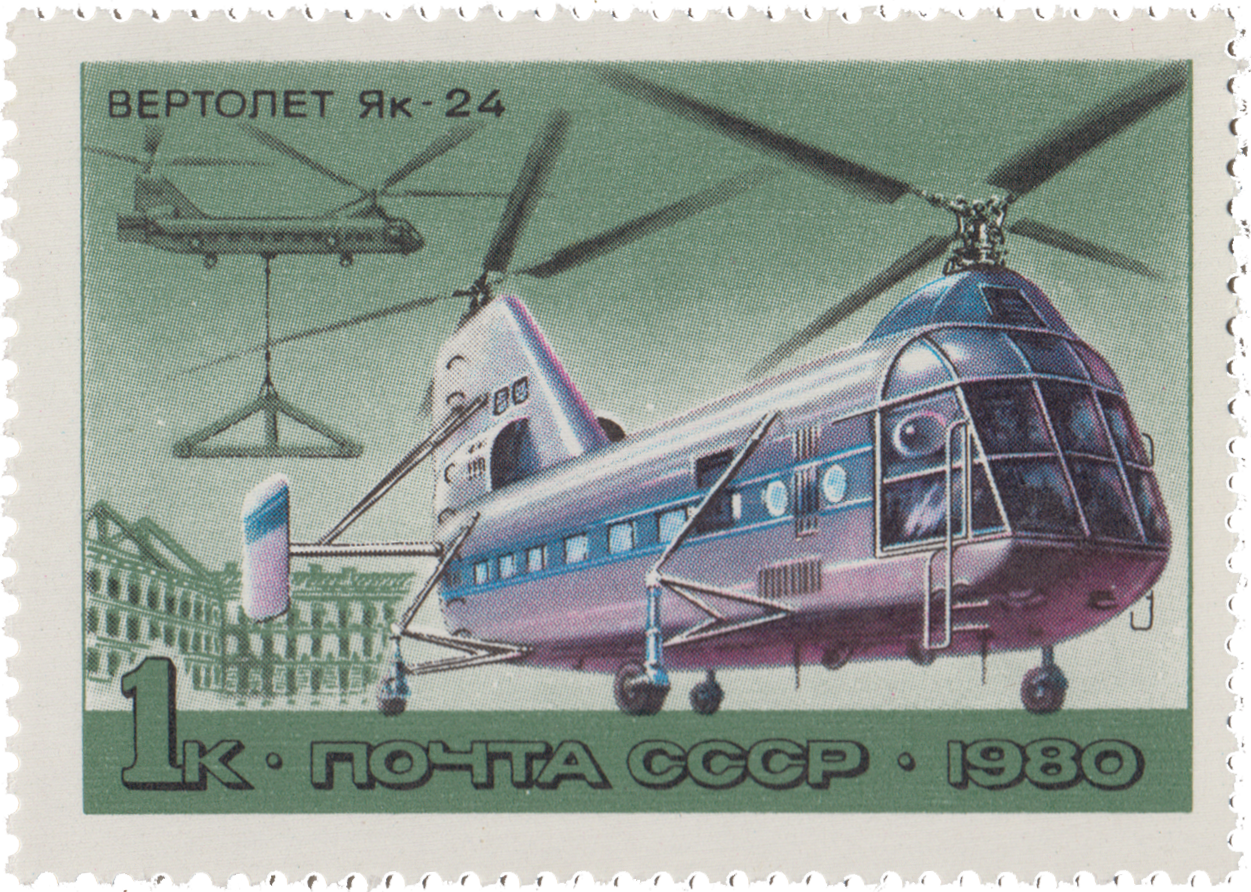
Jak-24 na znaczku pocztowym

Jak-24 użytkowany był na niewielką skalę w Armii Radzieckiej jako śmigłowiec transportowy. Jedynym użytkownikiem był 652 pułk śmigłowców Moskiewskiego Okręgu Wojskowego w Torżoku, który od 1956 roku otrzymał 33 śmigłowce. Praktycznie nie opuszczały one terenu ZSRR, poza dwoma przelotami do NRD w 1959 roku. Z uwagi na awaryjność i nieopłacalność remontów były one dość szybko wycofywane i w 1961 roku lotnictwo miało jeszcze 27 śmigłowców. Już na początku lat sześćdziesiątych XX wieku zastąpiony został przez śmigłowiec  Mi-6.
Od 1959 roku pojedyncze sztuki śmigłowców wojskowych używane były dla celów cywilnych, jako latający dźwig oraz do celów filmowania. Specjalnie dostosowany wariant używany był do układania z powietrza rurociągów w trudno dostępnym terenie, między innymi przy budowie gazociągu Leningrad – Saratów w 1959 roku.
Jeden Jak-24 został zachowany do celów muzealnych, w Monino.
Jak-24 nie miał bezpośrednich odpowiedników na świecie w czasie jego produkcji – zachodnie śmigłowce w układzie dwuwirnikowym były lżejsze. Jedynie podobny co do parametrów był, również napędzany dwoma silnikami tłokowymi, ale jednowirnikowy Sikorski S-56.

## Opis konstrukcji

Silnik ASz-82FN eksponowany w MLP w Krakowie

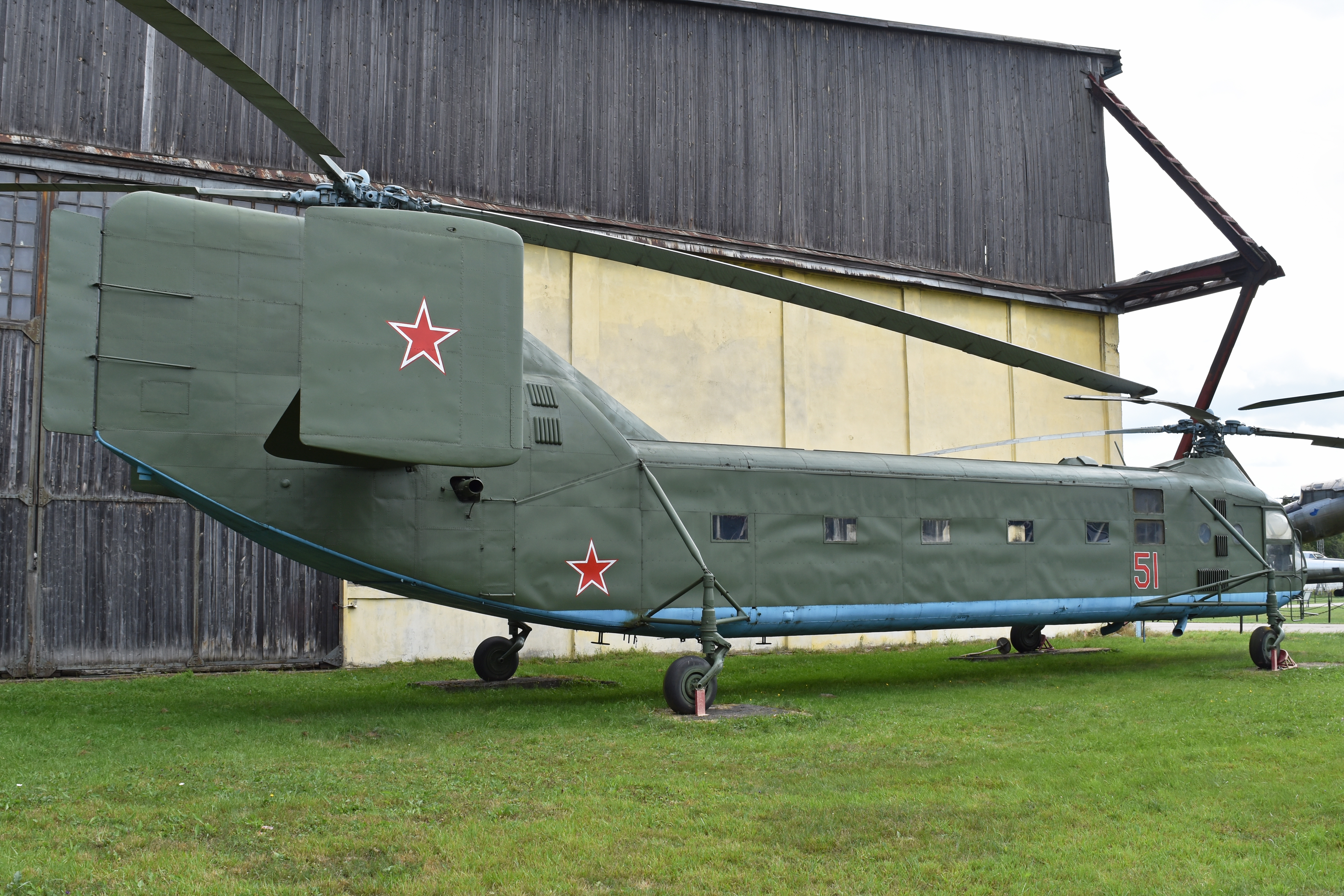
Jak-24 od tyłu

Dwusilnikowy, dwuwirnikowy śmigłowiec o konstrukcji całkowicie metalowej, o podłużnym układzie wirników. Kadłub częściowo kryty był blachą duraluminiową, a częściowo płótnem. W przedniej części kadłub znajdowała się trzyosobowa kabina załogi. Załogę stanowiło dwóch pilotów i radiotelegrafista, pełniący też rolę strzelca. Za kabiną załogi był przedział przedniego silnika, a dalej kabina transportowa o wymiarach (długość/szerokość/wysokość) 9,37 × 1,9 × 1,9 m. Kabina miała w podłodze otwierany luk o wymiarach 2,5 × 0,9 m z wciągarką o udźwigu 200 kg. W tylnej części przedziału transportowego znajdowała się opuszczana rampa załadowcza. Drugi silnik znajdował się na końcu kadłuba, nad przedziałem transportowym. Podwozie czteropodporowe, kołowe, stałe, szeroko rozstawione. Z tyłu kadłuba stateczniki poziome o wznosie 20°, z prostokątnymi statecznikami pionowymi o powierzchni 9,5 m² na końcach.
Napęd: dwa silniki tłokowe gwiazdowe w układzie podwójnej  gwiazdy ASz-82W o mocy 1700 KM (1250 kW) każdy. Wirniki czterołopatowe o średnicy 20 m. Łopaty wirników były metalowo-drewniane, pokryte sklejką i płótnem.
Normalny udźwig ładunku wynosił 2000 kg, a z przeciążeniem − 4000 kg.
Uzbrojenie wersji wojskowej stanowił ruchomy karabin maszynowy A-12,7 (TKB-481) kalibru 12,7 mm z przodu kabiny z zapasem 150 nabojów.